# Poligono di Cesano
Der Poligono di Cesano ist ein Schießstand in der italienischen Hauptstadt Rom.

## Geschichte
Der Poligono di Cesano war ein Schießstand auf dem Gelände der italienischen Infanterieschule im Romer Stadtteil Cesano. Im Rahmen der Olympischen Sommerspiele 1960 wurde dieser für den Dreistellungskampf mit dem Freien Gewehr modernisiert. Darunter fiel die Errichtung eines Daches über den 58 Schießbahnen sowie ein Lagerraum für die mobilen Ziele. 